# Knehem (Adelsgeschlecht)

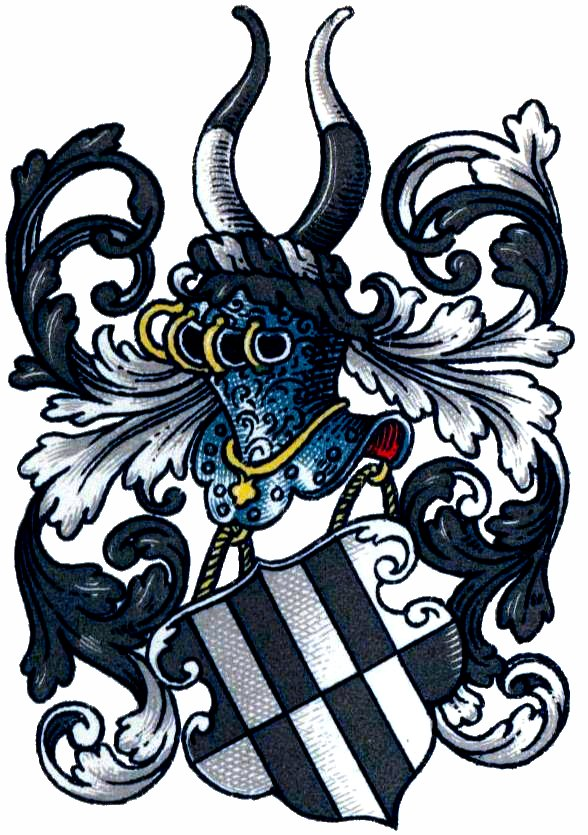
Wappen derer von Knehem im Wappenbuch des Westfälischen Adels

Knehem (auch Kneheim) ist der Name eines westfälischen Adelsgeschlechts.

## Geschichte
Das Geschlecht stellte Burgmänner auf Burg Quakenbrück und Domherren in Münster und Minden. Es war im Emsland, im Osnabrückschen und im Oldenburgschen begütert. Bereits 1276 saß es zu Bevern, 1350 zu Barlage, Herbergen, Vees und Visle, 1423 zu Lengerich (Emsland) sowie noch 1556 zu Horst bei Fürstenau, zu Schulenburg und Sögeln, ferner 1572 zu Haus Bissendorf. Claus von Knehem war 1581 Mitglied der Mindenschen Ritterschaft.
Das Geschlecht erlosch um 1620.

## Persönlichkeiten
- Boldewin von Knehem († 1511), Domherr in Münster
- Johann von Knehem, 1522–1530 Domherr in Minden
- Otto von Knehem, 1581 Domherr in Minden
- Rudolf von Knehem († 1557), Domherr in Münster

## Wappen
Blasonierung: Der Schild ist fünfmal gespalten und einmal geteilt, abwechselnd schwarz und silber gegengestreift. Auf dem schwarz-silbern bewulsteten Helm quergeteilte Büffelhörner mit gewechselten Farben. Die Helmdecken sind schwarz-silbern.